# Strana zelené levice
Strana zelené levice (Yeşil Sol Parti, YSP) je turecká politická strana založená v roce 2012. Sama sebe definuje jako zelenou stranu s levicově-liberálními myšlenkami. Spolupředsedy strany jsou Çiğdem Kılıçgün Uçar a İbrahim Akın.

## Historie
YSP, dříve nazývaná Yeşiller ve Sol Gelecek Partisi (Strana zelené a levicové budoucnosti), vznikla 25. listopadu 2012 sloučením Eşitlik ve Demokrasi Partisi (Strana rovnosti a demokracie) a Yeşiller Partisi (Strana zelených). Její symbol tvoří strom s fialovým kmenem, který tvoří lidská postava, korunu tvoří jednotlivé zelené listy a uprostřed koruny je žluté slunce tvořící hlavu lidské postavy.
V tureckých prezidentských volbách v roce 2014 strana podpořila jako prezidentského kandidáta Selahattina Demirtaşe. V parlamentních volbách v červnu 2015 podpořila HDP. Na druhém řádném sjezdu strany 2. dubna 2016 se strana přejmenovala na Yeşil Sol Partisi (YSP). V únoru 2018 byli tehdejší předsedové strany Eylem Tuncaelliová a Naci Sönmez zatčeni kvůli aktivitám na sociálních sítích a dalším obviněním, později byli propuštěni pod podmínkou policejního dohledu a zákazu vycestování do ciziny.
Na základě rozhodnutí přijatého na druhém mimořádném sjezdu 16. října 2022 vzniklo současné logo strany. Selahattin Demirtaş později navrhl, že v případě možného zákazu Lidové demokratické strany (HDP) budou všichni kandidáti parlamentní skupiny HDP v parlamentních volbách v roce 2023 kandidovat pod jménem YSP.
Rozhodnutím z 24. března 2023 se HDP, Emekçi Hareket Partisi (Strana dělnického hnutí) a Toplumsal Özgürlük Partisi (Strana sociální svobody) rozhodly kandidovat do prezidentských a parlamentních voleb jednotně na kandidátních listinách YSP, aby posílily alianci Millet İttifakı (Aliance národa) opozičního vůdce Kemala Kilicdaroglua.